# 天中華
天中華（てんちゅうか）とは青森県津軽地方のご当地ラーメンである。

## 特色
中華そばに天ぷらを乗せた料理。
青森県五所川原市五所川原駅近くにある蕎麦屋「亀乃家」で、常連客の意見を取り入れて考案された。亀乃家では「ホタテのかき揚げ」をラーメンに乗せている。亀乃家のラーメンスープは、豚ガラと野菜がベースとなっている。
津軽弁で、「おだてに乗る人」、「熱中する人」を「もつけ」と呼ぶが、この「もつけ」気質から、天中華は生まれたとされている。